# 5064 Tanchozuru
5064 Tanchozuru è un asteroide della fascia principale. Scoperto nel 1990, presenta un'orbita caratterizzata da un semiasse maggiore pari a 2,2525910 UA e da un'eccentricità di 0,1842837, inclinata di 6,55595° rispetto all'eclittica.